# Wielka Wieś (Główczyce)
Wielka Wieś (deutsch Großendorf, früher Großendorff; slowinz. Vjẽlgå Vìḙs) ist ein Dorf im Powiat Słupski (Stolper Kreis) der polnischen Woiwodschaft Pommern.

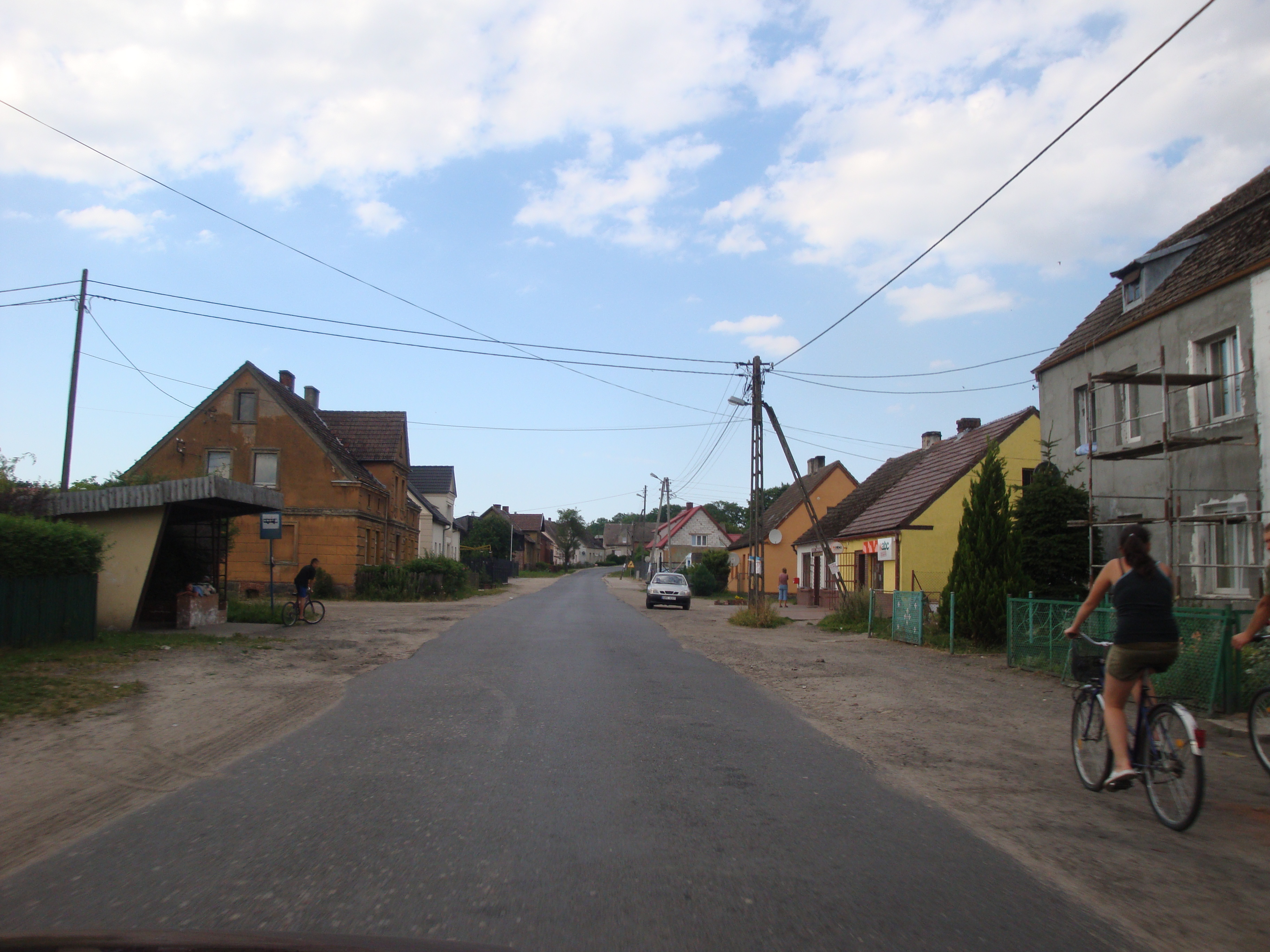
Dorfstraße (2010)

## Geographische Lage
Das Dorf  liegt in Hinterpommern, etwa 23 Kilometer nordöstlich von Stolp, zehn Kilometer südlich des Lebasees und 80 Kilometer westlich der regionalen Metropole Danzig.

## Geschichte
In älterer Zeit war Großendorf (früher Grotendorp, Zarrentin, Sarrentin, Czarrentin) ein Lehen der Familie Stojentin. 1469 wurden die Gebrüder Klaus und Lorenz von Stojentin mit ganz Czerntin belehnt. 1686 ging das Gut durch Heirat an die Familie Podewils über, die es bis 1797 in Besitz hatte. Um 1784 gab es in Großendorf ein Vorwerk, 16 Bauern, drei Kossäten, einen Gasthof, eine Schmiede, einen Schulmeister und insgesamt 23 Haushaltungen. Das Gut befand sich seinerzeit im Besitz von Friedrich Heinrich Graf von Podewils.  
Am 1. April 1927 hatte das Gut Großendorf eine Flächengröße von 507 Hektar, und am 16. Juni 1925 hatte der Gutsbezirk 136 Einwohner. Am 30. September 1928 wurde der Gutsbezirk Großendorf in die Landgemeinde Großendorf eingegliedert.
Anfang der 1930er Jahre hatte die Landgemeinde Großendorf eine Flächengröße von 15 km². Innerhalb der Gemeindegrenzen standen insgesamt  64 bewohnte Wohnhäuser an drei verschiedenen Wohnstätten:
1. Dochow
2. Großendorf
3. Neudochow

Um 1935 hatte Großendorf unter anderem einen Gasthof, einen Gemischtwarenladen und zwei Schmieden. Im Jahr 1939 wurden  553 Einwohner gezählt, die in 102 Haushaltungen lebten.
Letzter Gutsbesitzer bis 1945 war Friedrich Leo von Schwerdtner.  

Gebäude und Straßen im Dorf
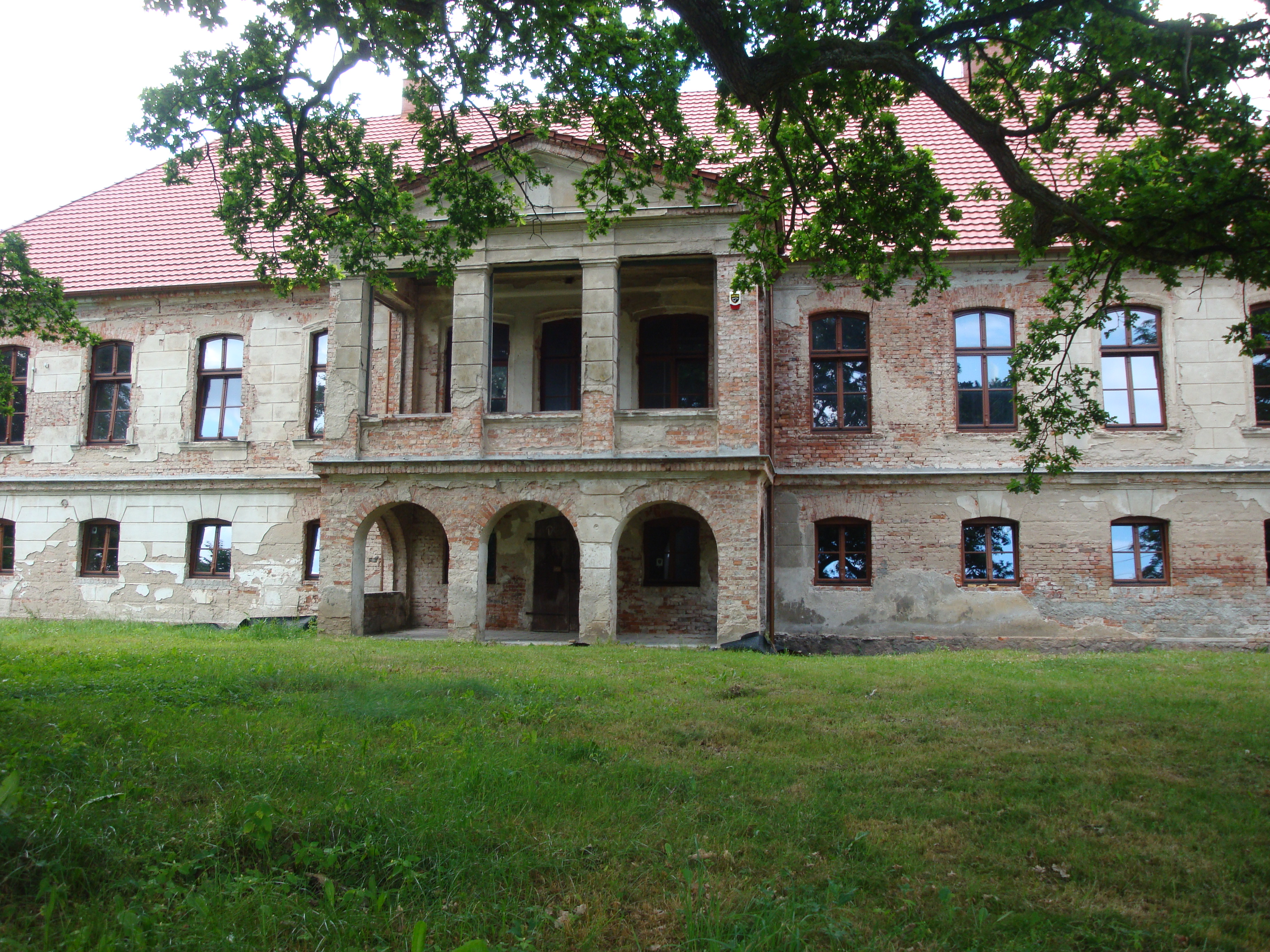
Ehemaliges Gutshaus Großendorf (2010)
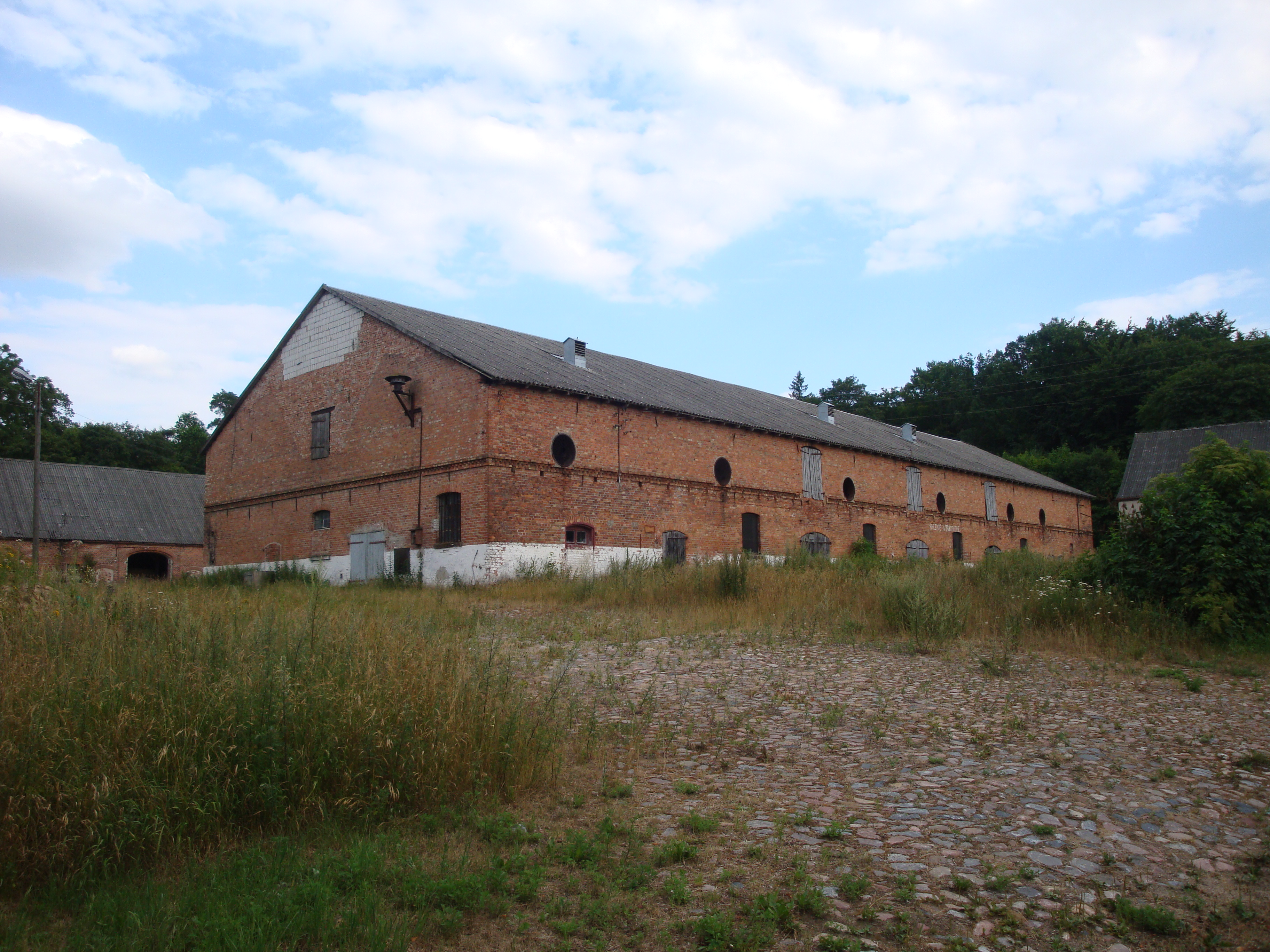
Wirtschaftsgebäude auf dem ehemaligen Gutshof (2010)
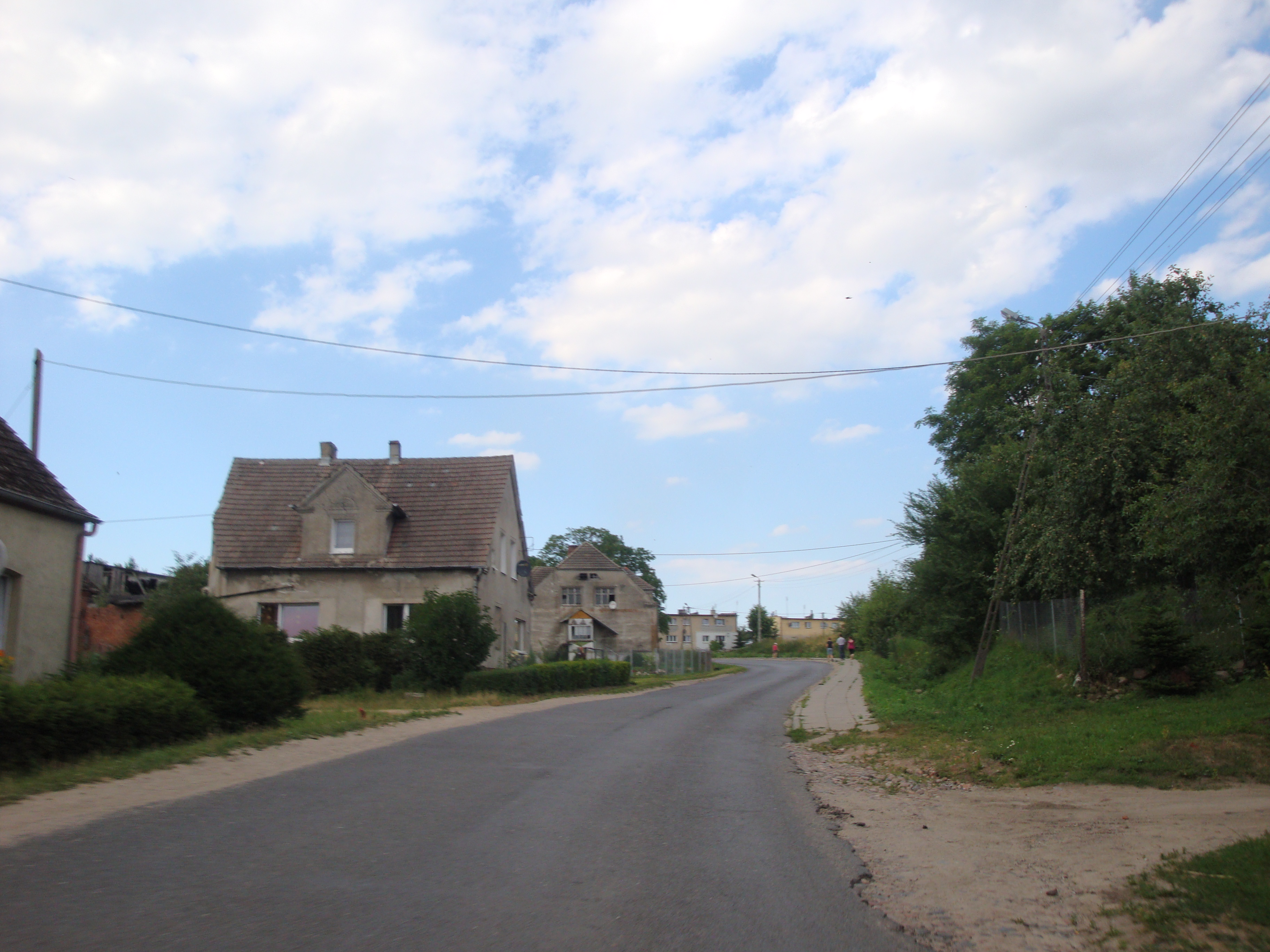
Dorfstraße (2010)
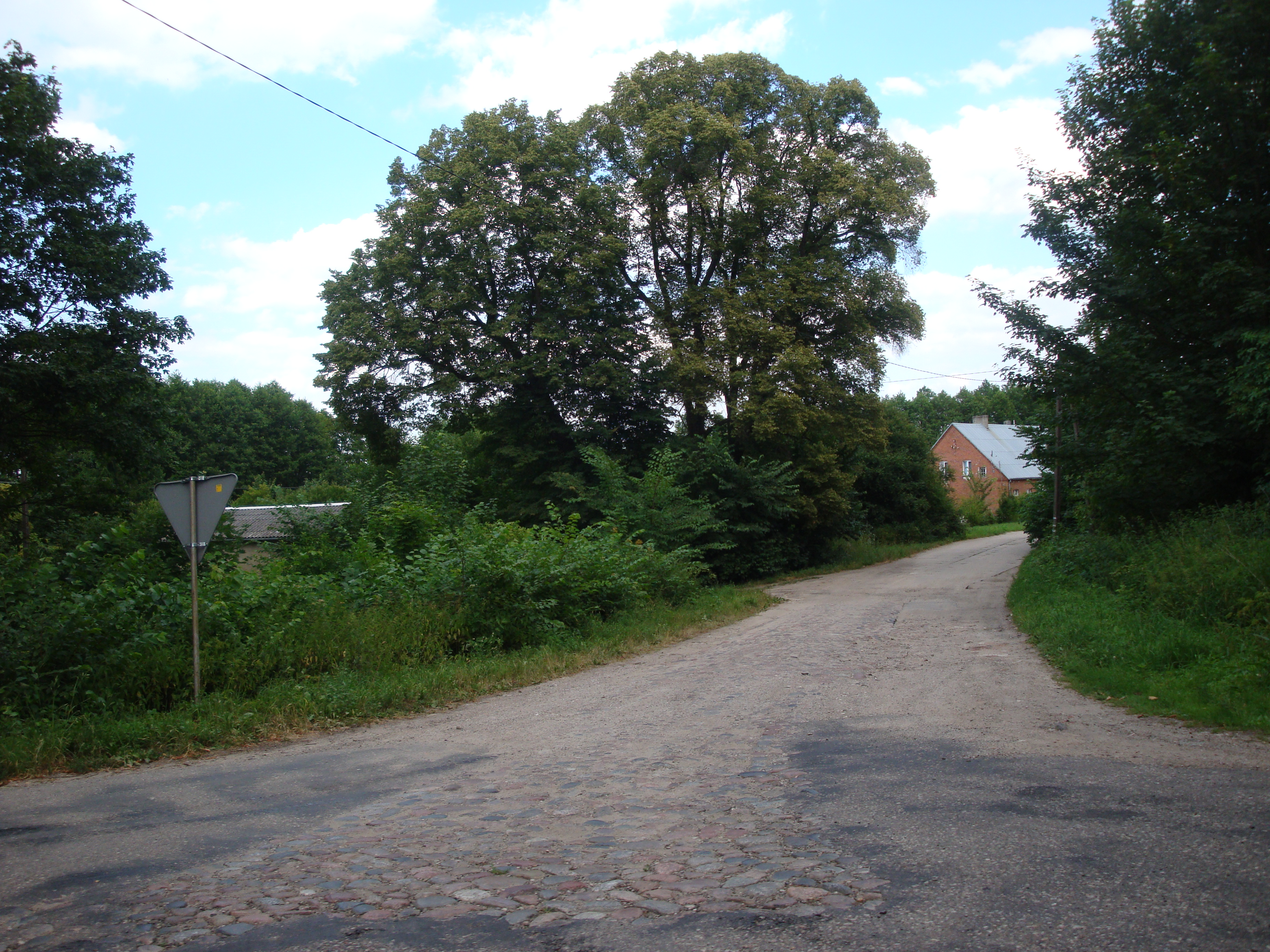
Weg und Haus am Dorfrand (2010)

Bis 1945 bildete Großendorf eine Landgemeinde im Landkreis Stolp im Regierungsbezirk Köslin der preußischen Provinz Pommern des Deutschen Reichs. Großendorf war Amtssitz des Amtsbezirks Großendorf.
Gegen Ende des Zweiten Weltkriegs wurde die Region am 9. März 1945 von der Roten Armee besetzt. Nach Beendigung der Kampfhandlungen wurde die Region zusammen mit ganz Hinterpommern seitens der sowjetischen Besatzungsmacht der Volksrepublik Polen zur Verwaltung überlassen. In der Folgezeit übernahmen Polen das Dorf und verdrängten die einheimischen Dorfbewohner aus ihren Häusern  und Gehöften. Großendorf wurde unter der polonisierten Ortsbezeichnung ‚Wielka Wieś‘ verwaltet. Die einheimischen Dorfbewohner wurden von der polnischen Administration aus Großendorf vertrieben.
Später wurden in der Bundesrepublik Deutschland  256 und der DDR 92 aus Großendorf vertriebene Dorfbewohner ermittelt.
Das Dorf ist heute ein Teil der Gmina Główczyce (Landgemeinde Glowitz). Im Jahr 2008 hatte Wielka Wieś 460 Einwohner.

## Religion
Die vor 1945 in Großendorf lebenden Dorfbewohner waren fast ausschließlich Evangelische (Angehörige der Landeskirche) und gehörten zum evangelischen Kirchspiel Glowitz.  
Die seit 1945 und Vertreibung der einheimischen Dorfbewohner anwesende polnische Einwohnerschaft ist überwiegend katholisch.